# 281661 Michaelsiems
281661 Michaelsiems è un asteroide della fascia principale. Scoperto nel 2008, presenta un'orbita caratterizzata da un semiasse maggiore pari a 2,4629494 au e da un'eccentricità di 0,1915421, inclinata di 3,07149° rispetto all'eclittica.